# Val d’Entremont
Val d’Entremont – dolina w Szwajcarii w kantonie Valais, w Alpach Pennińskich. Odchodzi od doliny Rodanu na południe w miejscowości Martigny. Po kilku kilometrach, w miejscowości Sembrancher, odchodzi od niej na południowy wschód dolina Val de Bagnes. Val d’Entremont natomiast idzie dalej na południe. W miejscowości Orsières odchodzi od niej na południowy zachód boczna dolina Val Ferret.

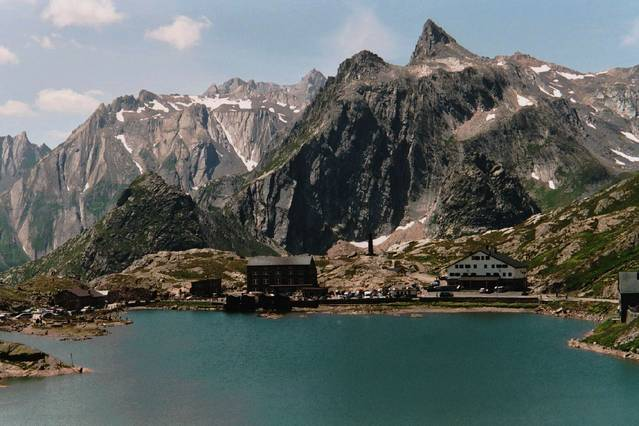
Jezioro na Wielkiej Przełęczy Świętego Bernarda

Od wschodu dolinę ogranicza masyw Grand Combin, która oddziela ją od doliny Val de Bagnes. Od zachodu, od doliny Val Ferret, oddziela ją masyw Grand Golliat. Na południu dochodzi do masywu Mont Vèlan i głównej grani Alp Pennińskich z Wielką Przełęczą Świętego Bernarda.
Doliną płynie rzeka Drance d’Entremont, która po połączeniu z płynącą przez dolinę Val de Bagnes rzeką Drance de Bagnes zmienia nazwę na Drance i wpada do Rodanu. Na rzece, w górnej części doliny, znajduje się zbiornik retencyjny Lac des Toules.
Przez dolinę przechodzi droga, jedna z największych arterii komunikacyjnych Alp, łącząca przez tunel pod Wielką Przełęczą Świętego Bernarda (5,8 km długości) Szwajcarię z Włochami.
W dolinie znajdują się m.in. miejscowości Sembrancher, Orsières, Liddes i Bourg-St-Pierre.